# Шаулино (Владимирская область)
Шаулино — упразднённая деревня в Вязниковском районе Владимирской области России.

## География
Урочище находится в северо-восточной части области, в зоне хвойно-широколиственных лесов, в пределах Волжско-Окского междуречья, к югу от автодороги М7, на расстоянии примерно 10 километров (по прямой) к востоко-юго-востоку от города Вязники, административного центра района.

### Климат
Климат характеризуется как умеренно континентальный. Средняя температура воздуха самого холодного месяца (января) — −11,1 °C (абсолютный минимум — −48 °С), средняя максимальная температура воздуха (июля) — +23,3 °С (абсолютный максимум — +37 °С). Годовое количество атмосферных осадков составляет около 607 мм, из которых 413 мм выпадает в период с апреля по октябрь.

## История
В «Списке населенных мест Владимирской губернии по сведениям 1859 года» населённый пункт упомянут как казённая деревня Вязниковского уезда, расположенная при безымянной речке, в 12 верстах от уездного города. В деревне насчитывалось 4 двора и проживало 29 человек (16 мужчин и 13 женщин).
По состоянию на 1905 год, в Шаулине имелось 6 дворов и проживало 52 человека. В административном отношении деревня входила в состав Олтушевской волости.
По данным 1926 года в деревне имелось 12 крестьянских хозяйств и проживало 50 человек (21 мужчина и 29 женщин). Являлась частью Шаулинского сельсовета.
На момент упразднения входила в состав Илевниковского сельсовета Вязниковского района. Упразднена решением облисполкома № 350 от 28 июня 1988 года как фактически не существующая.